# Новосыдинский сельсовет
Новосыдинский сельсовет — сельское поселение в Краснотуранском районе Красноярского края.
Административный центр — село Новая Сыда.

## История
Образован в 1965 году.

## Население
| 2010 | 2012 | 2013 | 2014 | 2015 | 2016 | 2017 |
| ---- | ---- | ---- | ---- | ---- | ---- | ---- |
| 581  | ↘543 | ↘534 | ↘511 | ↘490 | ↘488 | ↘471 |

## Состав сельского поселения
В состав сельского поселения входит один населённый пункт — село Новая Сыда.

## Местное самоуправление
Новосыдинский сельский Совет депутатов
Дата избрания: 14.03.2010. Срок полномочий: 5 лет. Количество депутатов:  7